# Amer Albayati
Amer Albayati (* 1942 in Bagdad) ist ein irakisch-österreichischer Journalist und Autor. Albayati lebt seit 1980 in Wien. Der Islamismus-Experte beschäftigt sich vor allem mit dem radikalen Islam und setzt sich für eine Liberalisierung und Reformierung der Religion ein. Er begründete die Initiative Liberaler Muslime Österreich (ILMÖ) und die United Nations Correspondents Association Vienna (UNCAV) mit.

## Leben

### Kindheit und Jugend im Irak
Amer Albayati wuchs als zweiter Sohn mit vier Brüdern und einer Schwester in einer gutbürgerlichen Familie in Bagdad auf. Die Eltern Abdulakir Albayati und Wafiqa Ibn Siminah betrieben ein Restaurant. In der Mittelschule war Albayati für die Schülerzeitung aktiv; im Alter von 15 Jahren schrieb er als Jungredakteur für verschiedene irakische Tageszeitungen. Nach der ersten irakischen Revolution 1958 erhielt er in der Bibliothek seines Onkels erstmals Zugang zu Weltliteratur und las Autoren wie Goethe, Kant, Sartre und Marx.

### Tätigkeit als Fotograf – Studium an der Hochschule für Film und Fernsehen
Anfang der 1960er Jahre zog Albayati nach West-Berlin, wo er sich sein Leben freier Fotograf der Berliner Kulturszene verdiente. Ab 1965 studierte er an der Hochschule für Film und Fernsehen Konrad Wolf in Ost-Berlin. Seine damalige Freundin Brigitte brachte 1968 die gemeinsame Tochter Ines zur Welt. Nach einem Krankenbesuch wurde ihm mit der Begründung, sein Militärdienst sei noch nicht abgeleistet, von den irakischen Behörden die Ausreise verweigert. Infolge des anschließenden Fluchtversuchs wurde Albayati verhaftet und in ein Gefängnis in Basra überstellt.

### Tätigkeit als Filmregisseur
Wieder in Freiheit, musste sich Albayati ein neues Leben in Bagdad einrichten. In den folgenden Jahren war er als Film- und Fernsehregisseur für verschiedene irakische Medienhäuser tätig. Nebenbei baute er sich unter anderem mit einer Maßschneiderei, Antiquitätenhandel und einem Friseursalon in Bagdad weitere Standbeine auf. Als einer seiner Filme von den Zensoren des neu an die Macht gekommenen Saddam Hussein verboten wurde, flüchtete er 1980 aus dem Irak.

### Tätigkeit als Islamexperte
Amer Albayati wird häufig als Experte zu TV-Debatten und Diskussionsrunden eingeladen. Insbesondere kritisiert Albayati die umstrittene Islamische Glaubensgemeinschaft in Österreich (IGGiÖ), da sie einen Vertretungsanspruch aufweise, obwohl sie nur einen kleinen Teil der inzwischen über 900.000 Muslime in Österreich vertrete und oft Hassprediger schütze. Albayati kommentiert aktuelle Entwicklungen in Gastkommentaren unter anderem für die Wiener Zeitung und Die Presse.
Im Oktober 2016 nahm er als Vortragender an der Konferenz 7th Conference on Global Citizen Education: New Paths to Social Inclusion for Safer Cities im Haus der Europäischen Union in Wien teil.

### Gründung der ILMÖ – Initiative liberaler Muslime Österreichs
2007 wurde die ILMÖ – Initiative liberaler Muslime Österreichs gegründet, deren Präsident und Vorsitzender Albayati seitdem ist. Im Rahmen der ILMÖ setzt sich Albayati immer wieder für einen reformierten Islam und eine Aufklärung über radikalen Islam und Dschihadismus ein.

### Kritik am saudischen König-Abdullah-Zentrum in Wien
2015 unterstützte Albayati mit der ILMÖ und der österreichischen Partei Die Grünen die Forderung von Ensaf Haidar, der Ehefrau des inhaftierten saudischen Bloggers Raif Badawi, nach dessen Freilassung sowie die Schließung des umstrittenen König-Abdullah-Zentrums in Wien: Österreich räume einem „undemokratischen Regime“ und einer „wahhabitischen Ultrasekte“ die Möglichkeit ein, kontraproduktiv auf Muslime einzuwirken. Keiner wolle wahrnehmen, dass radikale Elemente des Islam am Wachsen seien.

## Todesdrohungen und Leben unter Polizeischutz
Nach einem Gastkommentar in der Tageszeitung Die Presse in 2011 erhielt Albayati über ein Dutzend ernstzunehmende Todesdrohungen aus der radikal-islamistischen Szene, darunter von dem zum IS ausgewanderten Austro-Dschihadisten Firas H. Seitdem steht er rund um die Uhr unter Polizeischutz.

## Sachbuch „Auf der Todesliste des IS“
2016 erschien im Wiener Seifert Verlag sein Sachbuch „Auf der Todesliste des IS: Ein Islam-Insider & -Reformer als Grenzgänger gegen Radikalismus und Terrorismus“, das sich neben autobiographischen Zügen mit den Gefahren des radikalen Islam, Dschihadismus und der Dringlichkeit eines liberalen und reformierten Islam beschäftigt.

## Veröffentlichungen
- Auf der Todesliste des IS: ein Islam-Insider & -Reformer als Grenzgänger gegen Radikalismus und Terrorismus, Seifert Verlag, 2016, ISBN 978-3-902924-54-4